# Brendon McCullum
Pour les articles homonymes, voir McCullum.
Brendon Barrie McCullum, né le 27 septembre 1981 à Dunedin, est un joueur de cricket international néo-zélandais. Il fait ses débuts en 2000 avec l'équipe d'Otago et dispute sa première rencontre au format ODI avec la Nouvelle-Zélande en 2002. Son premier test-match suit en 2004, et il prend part au premier Twenty20 international de l'histoire l'année suivante. Fin 2012, il est nommé capitaine de l'équipe nationale dans les trois variantes de jeu. Gardien de guichet et batteur au style offensif, il est un temps détenteur du record du monde du scores le plus élevé à la fois en Twenty20 et en Twenty20 international. Son frère aîné Nathan débute plusieurs années après lui en sélection, et leur père Stuart est également un ancien joueur d'Otago.